# Metin Feyzioğlu

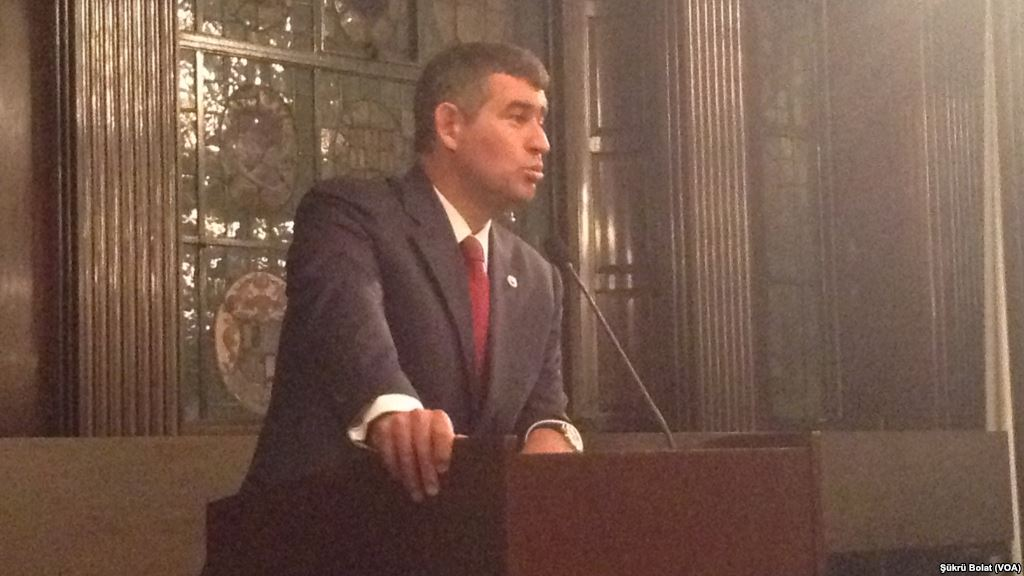
Metin Feyzioğlu (2015)

Metin Feyzioğlu (* 7. Juli 1969 in Kadıköy, Istanbul) ist ein türkischer Jurist. Er ist Professor für Strafrecht und Präsident der Rechtsanwaltskammer der Türkei seit dem 26. Mai 2013. Metin Feyzioğlu ist bekannt für sein Eintreten für Rechtsstaatlichkeit und warnt öffentlich vor Autoritarismus und der Aushöhlung des Rechtsstaats.

## Biografie

### Herkunft und Familie
Metin Feyzioğlu wurde 1969 in Istanbul geboren. Nachdem seine Mutter direkt nach seiner Geburt gestorben war, wurde er von seinen Großeltern adoptiert, wuchs bei ihnen auf und erhielt ihren Namen. Sein Großvater Turhan Feyzioğlu war Jurist und ein aktiver Politiker der Republikanischen Volkspartei (CHP). Er betrachtete Bülent Ecevits Bewegung der linken Mitte von 1965 als eine Abweichung von der Ideologie und gründete 1967 die Republikanische Vertrauenspartei (CGP), was einer Spaltung der CHP gleichkam. Turhan Feyzioğlu entstammte einer der ältesten und an der Juristerei interessierten Familien der Stadt Kayseri. Sein Vater Sait Azmi diente auch als Richter, Lehrer und Anwalt.

### Ausbildung
Metin Feyzioğlu ist Absolvent des privaten TED Ankara Koleji und erwarb an der Rechtsfakultät der Universität Ankara 1990 einen akademischen Grad. Er erhielt 1995 den Doktortitel in Öffentlichem Recht und wurde dann 1996 zum Assistenzprofessor für Strafrecht an der Juristischen Fakultät in Ankara ernannt, wo er auch seinen Abschluss machte. An der Columbia University in New York City machte er im Anschluss ebenfalls einen Abschluss in Rechtswissenschaften. Im Jahr 2000 erhielt er den Grad Doçent. Nach seiner Professur wurde er von 2007 bis 2008 Dekan der Juristischen Fakultät der Universität Ankara. Am 26. Mai 2013 wurde Metin Feyzioğlu zum Präsidenten der türkischen Anwaltskammer gewählt und daraufhin zum Präsidenten der „Anwaltsgruppe der demokratischen Linken“ gewählt.
Eine Rede von Metin Feyzioğlu zum Jahrestag der Gründung des Verfassungsrats löste 2014 einen Eklat aus. Recep Tayyip Erdoğan, damals Regierungschef, fühlte sich wegen der Ermahnungen Feyzioğlus offenbar angegriffen. Der Kammerpräsident „überziehe die Redezeit und halte eine respektlose Rede voller Lügen“, schimpfte Erdoğan vor laufenden Kameras. Nach einem Wortwechsel mit Feyzioğlu erhob sich Erdoğan von seinem Stuhl in der ersten Reihe und verließ mit seinem Gefolge wutentbrannt den Saal.